# 動物育種學
動物育種學是动物科学的一个分支，動物育種學结合了群体遗传学、数量遗传学、统计学和分子遺傳學等領域的知識。人們專門挑選长的快以及蛋、肉、奶或羊毛产量高的动物进行繁殖，目的是培育符合人類預期的新品种。